# Яновиці (Пулавський повіт)
Яновиці (пол. Janowice) — село в Польщі, у гміні Яновець Пулавського повіту Люблінського воєводства.
Населення — 329 осіб (2011).
У 1975-1998 роках село належало до Люблінського воєводства.

## Демографія
Демографічна структура станом на 31 березня 2011 року:
|          | Загалом | Допрацездатний вік | Працездатний вік | Постпрацездатний вік |
| -------- | ------- | ------------------ | ---------------- | -------------------- |
| Чоловіки | 160     | 34                 | 112              | 14                   |
| Жінки    | 169     | 32                 | 107              | 30                   |
| Разом    | 329     | 66                 | 219              | 44                   |